# Eurocrime
Eurocrime (также Poliziotteschi, Poliziottesco, Italocrime) — европейские криминальные и полицейские триллеры, в основном итальянские. Чаще всего сюжеты строились на противостоянии итальянской полиции и мафии или повествовали о жизни преступников. Пик популярности жанра пришёлся в основном на 1970-е годы. От обычных полицейских детективов эти фильмы отличались большей динамикой и более натуралистичным насилием. Особой популярностью пользуются и саундтреки к ним.

## История развития
Еврокрайм, как категория эксплуатационного кино, возник в конце 1960-х годов в Италии, когда зрителю наскучили многочисленные спагетти-вестерны и их производители обратили свой взгляд на творящиеся вокруг них реалии. В этих повседневных реалиях конца 1960—1970-х годов они обнаружили жестокость, беспомощность коррумпированной полиции и процветание мафиозных группировок, контрабандистов и террористов. Именно эти обстоятельства легли в основу зарождавшейся и набиравшей обороты итальянской еврокрайм-киноиндустрии, имевшей свои собственные характерные черты, такие как ярко выраженная жестокость, коррумпированность полиции (часто на самых высших постах), насыщенность погонями на автомобилях, перестрелками, проявлениями организованной преступности и т. д.

## Режиссёры
- Умберто Ленци
- Фернандо Ди Лео
- Карло Лиззани
- Бруно Корбуччи
- Руджеро Деодато
- Дамиано Дамиани
- Марио Гариаццо
- Ромоло Гуэррери
- Клаудио Фрагассо
- Энцо Кастеллари
- Джузеппе Феррара